# Banisia lithophora
Banisia lithophora är en fjärilsart som beskrevs av Willie Horace Thomas Tams 1935. Banisia lithophora ingår i släktet Banisia och familjen Thyrididae. Inga underarter finns listade i Catalogue of Life.